# مسنیا
مسنیا (به لاتین: Messenia) یک منطقهٔ مسکونی در یونان است که در استان پلوپونز واقع شده‌است. مسنیا ۲٬۹۹۱ کیلومتر مربع مساحت و ۱۵۹٬۹۵۴ نفر جمعیت دارد.